# Arija
L'Arija és un riu que discorre entre els termes de Gombrèn (Ripollès) i la Pobla de Lillet (Berguedà), situat al límit d'ambdues comarques, rep per l'esquerra el torrent d'Avinyonet, i és afluent del Llobregat.